# Тврђава Клотијевац
Клотијевац је средњовјековни град у Републици Српској подигнут на неприступачном терену у селу Клотјевац, у општини Сребреница. Град је припадао српској племићкој породици Павловић и Дињичићима. Представљао је један од њихових граничних градова. Турци су га заузели и порушили 1463. године. 

## Положај и одлике
Налази се на лијевој обали ријеке Дрине јужно од Сребренице. Данас су видљиви остаци некадашњег града. Главнина утврђења смјештена је на највишој коти брда. На основу остатака некадашње тврђаве, закључује се, да се град Клотијевац састојао од троугаоног обора са три бедемске куле и бранич кулом, на највишој тачки источне стране. Одбрамбени бедем полази ка југоисточном превоју брда. Бедем је дуг нешто више од 140 метара, а на средини се благо ломи скрећући према југжној страни. Бедем је ојачан са двије куле квадратне основе, које су заједно са бедемом штитиле прилаз главном дијелу утврђења. Са сјеврене стране од главног утврђења постојала је једна самостална кула која је бранила централни дио тврђаве са сјеверне стране. Дебљина зидова Клотијевца варира од 1 до 2,5 метра. Град Клотијевац нема обиљежја која би га повезивала било са византијским стилом градње, нити са готичким стилом. 